# Lindsay Thompson
 (novembre 2013).
Lindsay Hamilton Simpson Thompson (15 octobre 1923, Warburton (Victoria) - 16 juillet 2008, Malvern (Victoria) d'une pneumonie est un homme politique australien, membre du Parti libéral d'Australie, quarantième Premier ministre du Victoria, de juin 1981 à avril 1982. Il eut le plus long mandat au parlement du Victoria à ce jour.

## Jeunesse et famille
Lindsay Thompson naît à Warburton, une ville située au nord-est de Melbourne, and was educated at Caulfield Grammar School. The school's gymnasium was opened as the Lindsay Thompson Centre in 1997. After service as a signalman in the Australian Army during World War II, he graduated from the University of Melbourne with degrees in arts and education, and became a school teacher.[Traduire passage]
En 1950 Thompson épouse Joan Poynder ; le couple aura trois enfants. Leur fils Murray a été membre de l'Assemblée Législative du Victoria à partir de 1992.